# Maître d'Egerton
Le Maître d'Egerton est un maître anonyme enlumineur actif à Paris entre 1405 et 1420. Il doit son nom au livre d'heures conservé à la British Library : les Heures Egerton.

## Éléments biographiques et stylistiques
Le peintre pourrait avoir des origines flamandes, même si sa carrière n'est connue qu'à Paris. Il collabore avec de nombreux enlumineurs parisiens de l'époque : le Maître de Boucicaut, le Maître de Bedford, le Maître de la Mazarine ou encore le Maître des Initiales de Bruxelles. Son style est par ailleurs influencé par l'art des frères de Limbourg. Il a enluminé de nombreux livres d'heures, bibles, livres liturgiques, ainsi qu'un manuscrit des Grandes Chroniques de France. Il a aussi collaboré avec Christine de Pisan dans la décoration de plusieurs de ses manuscrits.

## Manuscrits attribués

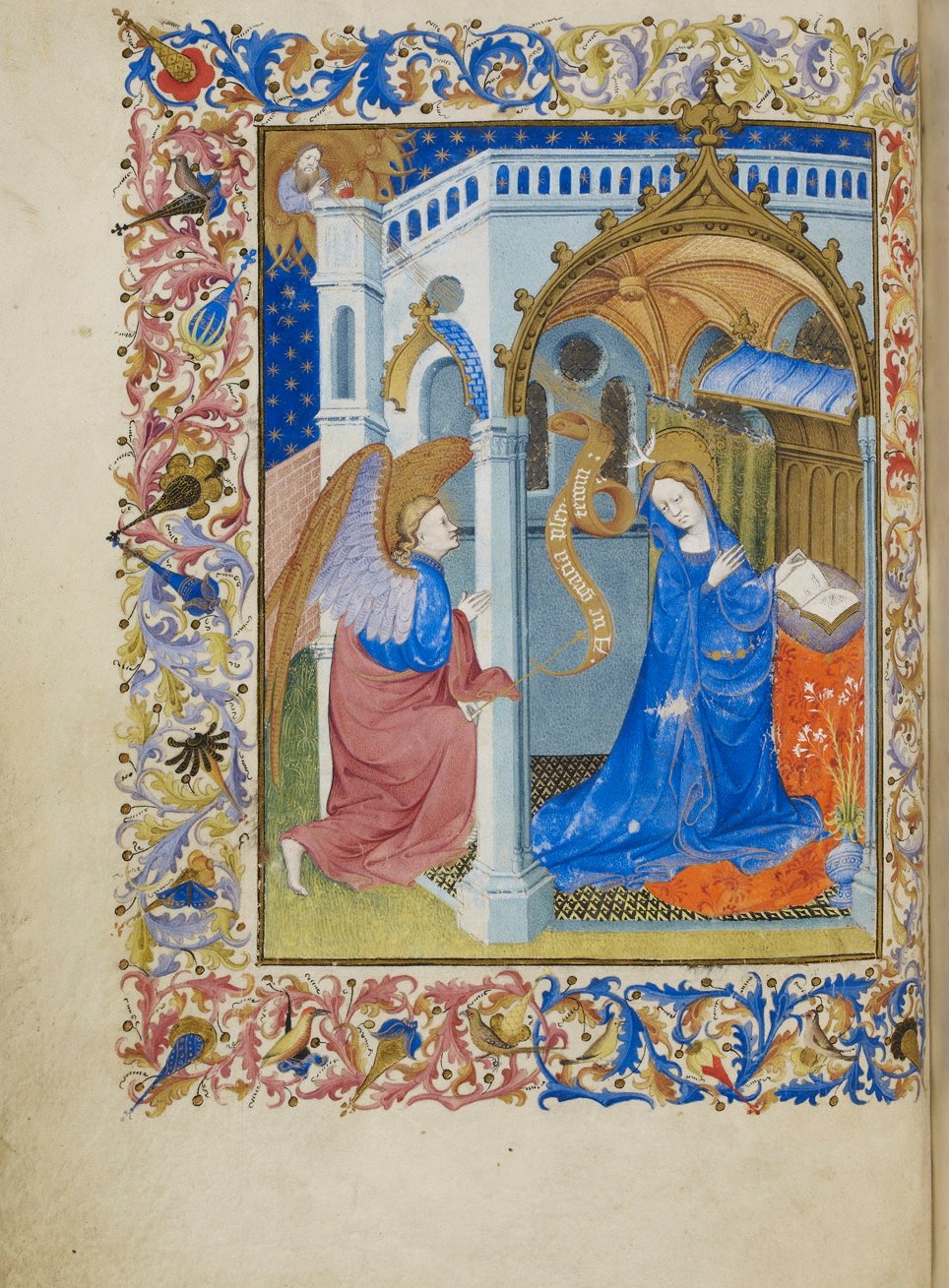
Miniature de l'Annonciation dans les Heures Egerton, f.15.

De nombreux ouvrages sont attribués au maître ou à son atelier.
- Heures de Charles le Noble, en collaboration avec le Maître des Initiales de Bruxelles et le Maître des Clères Femmes, vers 1404, Cleveland Museum of Art, Ms.64-40
- Livre d'heures à l'usage de Rennes au chiffre KS destiné à Charles VI, en collaboration avec le Maître de Luçon, vers 1405, Free Library, Philadelphie, Widener 4[2]
- Livre d'heures à l'usage de Paris, en collaboration avec le Maître de la Mazarine, Free Library of Philadelphia, Widener 6
- Heures Egerton, vers 1407-1410, en collaboration avec le Maître de la Mazarine, British Library, Egerton 1070
- Œuvres de Christine de Pisan, en 5 tomes en collaboration avec le Maître de l'Épître Othéa,  Bibliothèque nationale de France, Fr.605-606-607 et 835-836 (f.74 du 835, f.41, 41v, 46 du 606 et f.48-76 du 836)
- Livre de la chasse de Gaston Fébus, en collaboration avec le Maître des Adelphes et le Maître de l'Épître Othéa, vers 1408-1409, BNF, Fr616
- Bréviaire de Jean sans Peur, en collaboration avec le Maître du Bréviaire de Jean sans Peur, vers 1409-1413, British Library, Ad35311 et Harley 2897
- Heures de Guise, vers 1410, 1 miniatures dans un manuscrit en collaboration avec le Maître de Guise et le Maître de Boucicaut, Musée Condé, Ms.64
- Livre d'heures, en collaboration avec le Maître de Boucicaut, vers 1410, Getty Center, Ms. Ludwig IX 5
- Recueil de récits de voyages et de textes sur l’Orient dont le Livre des merveilles, en collaboration avec le Maître de Bedford mais aussi le Maître de la Mazarine et le Maître de la Cité des dames, vers 1410-1412, BNF Fr.2810[3]
- Bible historiale, en collaboration avec le Maître de Virgile, le Maître de Boucicaut et le Maître du Bréviaire de Jean sans Peur, vers 1410-1415, British Library, Royal 15 D III[4]
- Livre d'heures, vers 1415, Bibliothèque de l'Arsenal, Ms.650[5]